# Жуан Рікарду
Жуан Рікарду (порт. João Ricardo, нар. 7 січня 1970, Луанда) — ангольський футболіст, що грав на позиції воротаря.
Виступав, зокрема, за клуби «Академіку» (Візеу), «Салгейруш» та «Морейренсе», а також національну збірну Анголи.

## Клубна кар'єра
Народився 7 січня 1970 року в місті Луанда. Син португальських поселенців в Анголі, Жуан Рікарду повернувся на батьківщину своїх батьків в 1974 році, у віці чотирьох років, переїхавши з сім'єю в Лейрію, де він почав грати в дитячо-юнацькому футболі. Жуан дебютував в дорослому футболі з тією ж командою, аматорським клубом «Лейрія Марразеш».
У 1993 році Рікардо приєднався до клубу «Академіку» (Візеу), відігравши чотири сезони в другому дивізіоні й один в третьому, взявши участь у 107 матчах чемпіонату. Більшість часу, проведеного у складі «Академіку» (Візеу), був основним голкіпером команди. Його перший досвід виступів на найвищому рівні з клубом «Салгейруш», до складу якого приєднався 1998 року, але він з'явився на полі лише один раз в лізі за три сезони.
Рікардо повернувся до другого дивізіону у 2001 році разом з клубом «Морейренсе», зігравши у всіх матчах в його першому сезоні, вийшовши до вищого дивізіону вперше в історії. Він був першим воротарем команди у двох з наступних трьох років, проте клуб не уникнув вильоту в сезоні 2004/05 років.
Пробувши понад рік без клубу, 37-річний Рікарду повернувся на батьківщину і підписав контракт з «Петру Атлетіку», перейшовши до складу команди, що виступала в Лізі чемпіонів КАФ 2007 року. Він завершив кар'єру в наступному році, але повернувся в гру через три роки на короткий період, виступаючи в Індонезії за «Семаранг Юнайтед», за команду якого виступав протягом 2011—2011 років.

## Виступи за збірну
Жуан Рікарду вирішив представляти Анголу на міжнародному рівні, його перша гра за збірну відбулася в 1996 році у віці 26 років. Десять років по тому він з'явився зі збірною на Кубку африканських націй в Єгипті, не зумівши вийти з групового етапу.
Рікарду також був включений в заявку для ЧС-2006 в Німеччині, будучи вільним агентом в цей момент, залишаючись без клубного футболу протягом одного року. Він зіграв у всіх трьох матчах групового етапу за африканців в їх першому участі на Мундіалі, пропустивши лише двічі і запам'яталися, в першу чергу, по нічийного матчу проти збірної Мексики з рахунком 0:0.
Після завершення турніру, Рікарду був запропонований контракт від іранської команди «Зоб Ахан» (іранська збірна зіткнулася з Анголою на Кубку світу), але угода, зрештою, зірвалася за нез'ясованих обставин.